# Kuraľany
Kuraľany este o comună slovacă, aflată în districtul Levice din regiunea Nitra. Localitatea se află la altitudinea de 159 m deasupra n.m., se întinde pe o suprafață de 10,69 km2 și în 2017 număra 508 locuitori.

## Istoric
Localitatea Kuraľany este atestată documentar din 1223.

## Demografie
| An:                | 1994 | 2004   | 2014    | 2024    |
| ------------------ | ---- | ------ | ------- | ------- |
| Număr de persoane: | 636  | 578    | 516     | 449     |
| Diferență:         |      | −9,11% | −10,72% | −12,98% |

| An:                | 2023 | 2024   |
| ------------------ | ---- | ------ |
| Număr de persoane: | 454  | 449    |
| Diferență:         |      | −1,10% |